# Rußbach
Rußbach osztrák község Alsó-Ausztria Korneuburgi járásában. 2021 januárjában 1398 lakosa volt. 

## Elhelyezkedése

Rußbach a Korneuburgi járásban

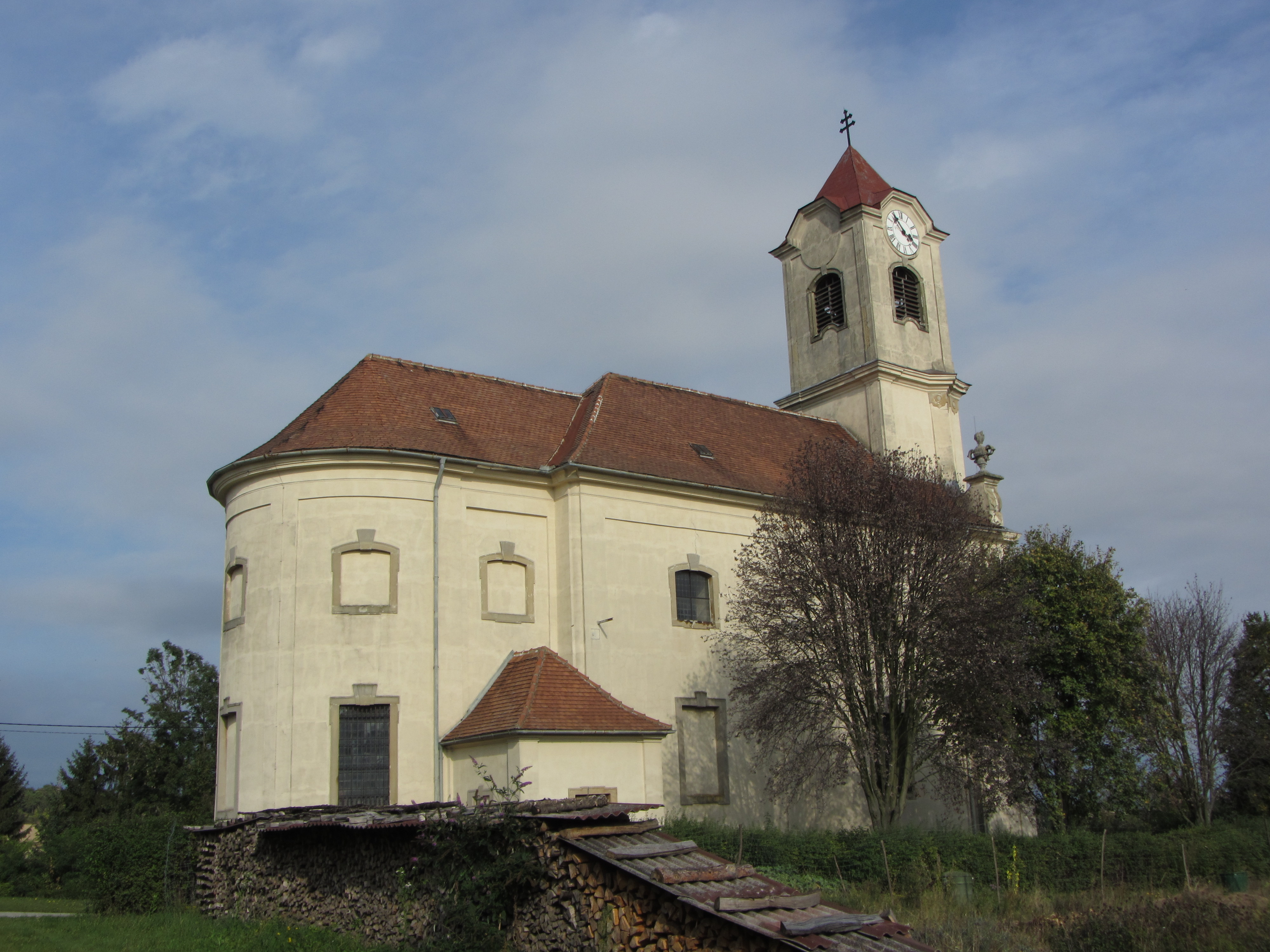
A Szt. Péter és Pál-plébániatemplom

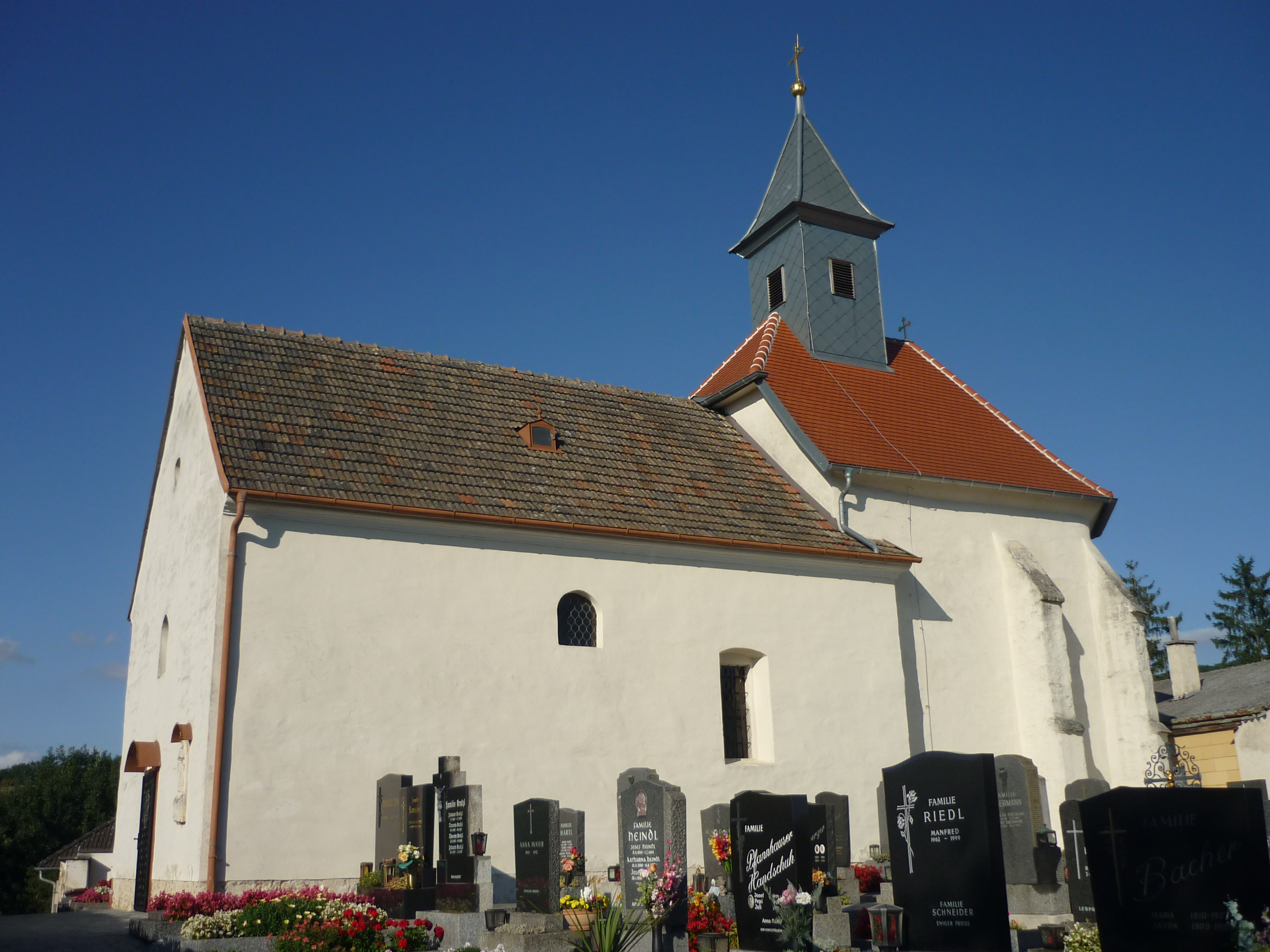
A Szt. Margit-templom

Rußbach a tartomány Weinviertel régiójában fekszik. Legfontosabb folyóvizei a Stranzendorfer Bach és a Hundsgraben. Legmagasabb pontja a 414 méteres Haberg. Területének 22,9%-a erdő, 62,6% áll mezőgazdasági művelés alatt. Az önkormányzat 3 települést, illetve településrészt egyesít: Niederrußbach (829 lakos 2021-ben), Oberrußbach (282) és Stranzendorf (287). 
A környező önkormányzatok: keletre Sierndorf, délkeletre Hausleiten, délre Stetteldorf am Wagram, nyugatra Großweikersdorf, északra Hollabrunn, északkeletre Göllersdorf.

## Története
A települést először 1171-ben említik. 
A mai önkormányzat 1970-ben jött létre az addig önálló Niederrußbach, Oberrußbach és Stranzendorf községek egyesülésével.

## Lakosság
A rußbachi önkormányzat területén 2021 januárjában 1398 fő élt. A lakosságszám 1961 óta 1200-1400 körül stagnál. 2019-ben az ittlakók 96,1%-a volt osztrák állampolgár; a külföldiek közül 1,3% a régi (2004 előtti), 1,6% az új EU-tagállamokból érkezett. 2001-ben a lakosok 89,6%-a római katolikusnak, 1,9% mohamedánnak, 6,3% pedig felekezeten kívülinek vallotta magát. Ugyanekkor a legnagyobb nemzetiségi csoportot a németek (96,4%) mellett a magyarok alkották 3 fővel (0,2%).  
A népesség változása:

| 2016 | 1 391 |
| 2018 | 1 424 |

## Látnivalók
- a niederrußbachi Szt. Oszvald-plébániatemplom
- a stranzendorfi Szt Péter és Pál-plébániatemplom
- az oberrußbachi Szt. Margit-templom

## Fordítás
- Ez a szócikk részben vagy egészben  a   Rußbach (Niederösterreich) című német Wikipédia-szócikk ezen változatának fordításán alapul.  Az eredeti cikk szerkesztőit annak laptörténete sorolja fel. Ez a jelzés csupán a megfogalmazás eredetét és a szerzői jogokat jelzi, nem szolgál a cikkben szereplő információk forrásmegjelöléseként.